# Hazelaarbladrolkever
De hazelaarbladrolkever (Apoderus coryli) is een 6 tot 8 millimeter lange kever uit de familie bladrolkevers of Attelabidae.

## Beschrijving
Deze kever is niet moeilijk te herkennen; het achterlijf is rond en bol, en heeft een felrode kleur. Ook de eerste geleding van de poten en het borststuk zijn rood, de kop, onderzijde en overige delen van de poten zijn diepzwart. Het halsschild is meestal rood, maar kan ook zwart van kleur zijn en zowel halsschild als kop zijn langwerpig van vorm en doen denken aan een snuitkever. De monddelen zijn zeer groot en de duidelijk gelede tasters zitten helemaal vooraan de kop voor de kraal-achtige ronde ogen. Deze kever kan ook vliegen; de vleugels zijn ongeveer twee keer zo groot als de dekschilden en donkergrijs tot zwart van kleur.

## Ontwikkeling
De hazelaarbladrolkever legt de eitjes in een opgerold blad, bij voorkeur van de hazelaar maar ook wel andere soorten loofbomen, waarna het blad bij de basis aan twee zijden wordt ingesneden. Vervolgens wordt het blad opgerold tot een tunnelvormige broedkamer. De larve eet van binnenuit het blad op, en verpopt als hij groot genoeg is. Er wordt een soort kamer binnenin uitgehold die 'etenderwijs' met de larve meegroeit; de larve eet niet het hele blad op. De larve is worm-achtig en waterig, de ingewanden zijn zichtbaar, en heeft een knaloranje kleur. De larve leeft tussen de eigen vele zwarte poepjes die in het opgerolde blad zitten. Na enige tijd wordt de larve groter en krijgt duidelijke segmenten vlak voor de verpopping plaatsvindt. Ook de pop is oranje, maar vlak voor de kever uitkomt kleuren de al zichtbare kop en pootjes zwart.

## Voorkomen en habitat
Deze kever leeft in grote delen van Europa, en is ook in Nederland en België niet zeldzaam, als er maar loofbomen aanwezig zijn, bij hoge voorkeur hazelaar. Omdat de kever voornamelijk in bomen leeft, is hij echter niet altijd makkelijk te vinden, de opgerolde bladeren zijn veel beter te zien, al komen er in Nederland en België meerdere soorten bladrollers voor.